# Goëss (Adelsgeschlecht)

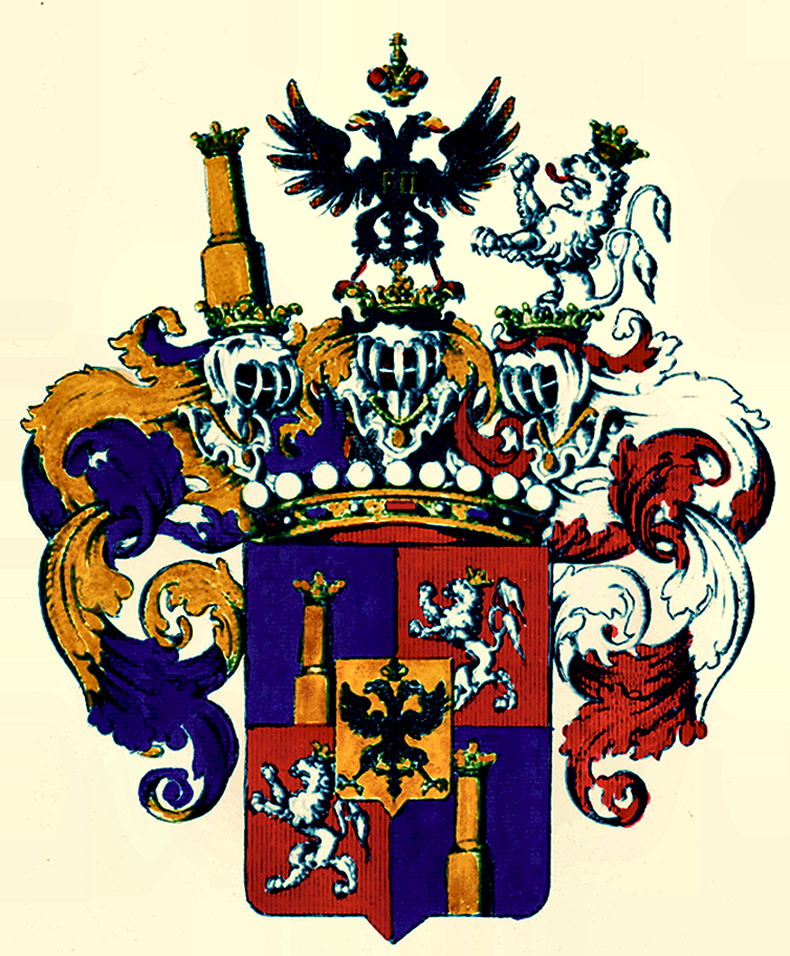
Wappen der Grafen von Goess 1693

Goëss (auch Grafen von Goëss, Freiherren zu Karlsberg und Moosburg) ist der Name eines aus Portugal stammenden Adelsgeschlechts, das über Flandern nach Österreich gelangte. Die Ritter von Goëss wurden 1530 in den österreichischen Adelsstand aufgenommen, und 1632 in den Freiherrenstand erhoben. Der Name des 1634 erloschenen Mannesstammes ging infolge von Adoptionen auf (in weiblicher Linie) verwandte Familien über und zwar zunächst auf Johann de Trooch und von diesem auf seinen Neffen Johann Peter de Gheteren, der 1693 zum Reichsgrafen von Goëss erhoben wurde. Von ihm stammen die bis heute bestehenden Linien ab, die vor allem in Kärnten ansässig wurden.

## Geschichte
Der Urahn der Familie Goëss war Dom Amiã da Estrada aus Santo Vincente da Barca in Asturien, der mit dem Grafen Heinrich von Burgund nach Portugal kam und für geleistete tapfere Dienste 1109 die Herrschaft Góis, als ricohombre zum Lehen erhielt.

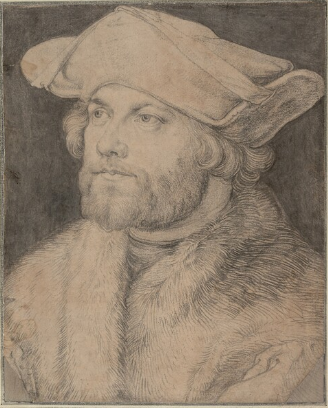
Damian de Gois

Damião de Góis, Guarda-Mór da Torre do Tombo, auch Goës (1502–1574), war ein weiterer bedeutender Vorfahr und direkter Nachfahr des Dom Amiã, portugiesischer Diplomat, Historiker, Humanist und Meister in der Kunst der Lyrik des historischen Stils. (Chronica do Rey D. Emmanuel, 1565) Er erhielt den Adelsstand mit Wappenbesserung am 17. Februar 1530 und war mit Johanna de Hargen vermählt.
Emanuel de Góis, des obigen Sohn, ehelichte Francisca Duval und zog zwischen 1572 und 1580 in die Spanischen Niederlande (Flandern), die Heimat seiner Mutter. Sein Sohn, Franz de Goës, heiratete Johanna Regina von der Horst, mit der er vier Kinder bekam.
Johann (Ulrich) de Goës auch Goëssen, ein Sohn Emanuels, war Oberst, Kämmerer und Truchsess Kaiser Ferdinand II. (HRR), seit 1632 in den Freiherrnstand erhoben († 9. Juni 1634 bei der Belagerung von Regensburg, begraben in Straubing). Johann de Goëssen adoptierte den Sohn seiner Schwester Francisca de Goëssen (1585–1680), die mit dem kaiserlichen Offizier Peter de Trooch (1590–1664) verehelicht war. Dieser Sohn, Johann de Trooch, war der nachmalige Kardinal „Johann de Trooch Liber Baro a Goessen“, der durch die Adoption den Namen seines Onkels von Goëss(en) angenommen hatte.

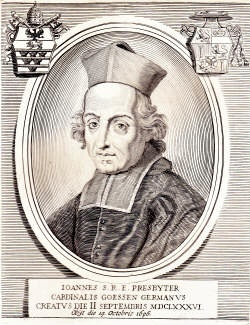
Kardinal Johann de Trooch Freiherr von Goëss(en)

Johann Franz de Trooch von Goëssen (1611–1696), war kaiserlicher Reichshofrat und hervorragender Diplomat der Habsburger Kaiser Ferdinand III. (HRR) und Leopold I. (HRR), nachmals Fürstbischof von Gurk und Kardinal. Er erhielt am 18. April 1654 zu Regensburg den Reichsfreiherrenstand bestätigt und nannte sich später nur noch Freiherr von Goëss. Weiters erhielt er das Böhmische Inkolat am 7. November 1668. Am 2. Juni 1672 erfolgte die Ausdehnung des Freiherrenstandes von Kardinal Freiherr Johann Franz de Trooch von Goëssen mit „Wohlgeboren“ auf die zwei von ihm adoptierten Söhne seiner Schwester Elisabeth de Gheteren (geborene de Trooch). Von diesen Brüdern David Franz und Johann Peter de Gheteren, den Schwester- und Adoptivsöhnen des vorgenannten Kardinals, setzte jedoch nur einer, Johann Peter von Goëss (geborener de Gheteren), den Stamm fort. Somit wurde er Nachfolger und Erbe der Herrschaft Karlsberg, die auch das Stadthaus in Klagenfurt umfasste, sowie des Guts Pfannhof mit dem Seebichlhof bei Kraig (heute Gemeinde Frauenstein), die der Fürstbischof ab 1682 erworben hatte.
Johann Peter Graf von Goëss (* 23. März 1667 in Wambeck; † 13. März 1716 in Klagenfurt), kaiserlicher Reichshofrat und Kämmerer, später kaiserlicher Gesandter und Minister, wurde am 2. August 1693 in Wien mit dem Attribut „Hoch- und Wohlgeboren“ in den Reichsgrafenstand erhoben. Kurz darauf heiratete er in Rom am 14. Oktober 1693 Maria Anna Apollonia Gräfin von Sinzendorf (* 9. Mai 1672 in Rom?; † 4. Februar 1709 in Karlsberg).
Den von seinem Onkel erworbenen Besitz erweiterte er durch die Übernahme mehrerer Güter, darunter die Herrschaft Ebenthal, die er 1704 von Graf Lemberg erwarb. Auch politisch gewann die Familie in Kärnten an Gewicht, von 1712 bis 1716 wurde Johann Peter von Goëss zum Landeshauptmann von Kärnten gewählt.
Johann ''Anton'' Oswald Graf von Goëss (* 3. November 1694 in Wien; † 8. August 1764 ebenda), der Sohn Johann Peters, ehedem Präsident der Administration der eroberten kurbayerischen Lande und Statthalter in der Oberpfalz, führte nunmehr den Namen Graf von Goëss, Freiherr zu Karlsberg und Moosburg. Er war von 1734 bis 1759 Landeshauptmann von Kärnten.
Die Familie, die auch die Obersterblandstabelmeisterwürde in Kärnten besaß, teilte sich im 19. Jahrhundert in drei Linien.
- 1. Linie: Johann Anton Graf von Goëss (1816–1887) verheiratet mit Maria Theresia Gräfin von Wilczek (1823–1900), Sohn des Peter Graf von Goëss

- 2. Linie: Johann Peter Karl Graf von Goëss, Freiherr zu Karlsberg und Moosburg (* 17. Dezember 1807 in Graz; † 26. Februar 1852 in Wien), der Sohn des Johann Karl Graf von Goëss (1775–1843) und der Maria Karola Katzianer von Katzenstein (1775–1864), war k. k. Kämmerer und Gubernialrat, verheiratet mit Gräfin Maria Johanna Antonia Leopoldine Welser von Welsersheimb zu Gumpenstein (* 6. Mai 1824 in Graz; † 4. Dezember 1896 in Wien), Obersthofmeisterin der Kaiserin und Königin Elisabeth von Österreich-Ungarn.

- 3. Linie: Albert Graf von Goëss (* 9. Juni 1812 in Schemnitz, Ungarn; † 1889), Sohn des Rudolf Maria (1777–1852), k. k. Oberst, verheiratet mit Ljubiza von Gaguitsch (* 18. Februar 1833; † 1900)

Seit 1861 (Johann Anton Graf von Goëss) gehörte das Geschlecht zu den erblichen Mitgliedern des Herrenhauses des österreichischen Reichsrats.
2018 war die Familie in den Nachrichten, nachdem Tono Goëss verurteilt wurde, seinen Vater Ulrich Goëss, dessen zweite Ehefrau Gräfin Margherita von Cassis-Faraone und seinen Bruder Ernst Goëss  erschossen zu haben.

## Weitere Persönlichkeiten
- Johann Karl Anton Graf v. Goëss (* 18. August 1728; † 4. November 1798): k. k. Kämmerer, Offizier, mit Rang vom 9. Februar 1770 Generalmajor sowie Kapitän der Leibgarde des jeweiligen Erzherzogs von Toskana in Florenz; ⚭ Maria Anna Gräfin von Christalnigg (1751–1809), zeugte Johann Peter II.
  - Johann Peter II. Graf von Goëss (* 1774; † 1846): ab 1803 Präsident des österreichischen Guberniums Dalmatien, ab 1804 Anführer der Landstände in Kärnten, ab 1806 Landrechtspräsident des steiermärkisch-kärntnerischen Guberniums, ab 1809 Landesgouverneur in Galizien und 1815 der venetianischen Provinzen; 1825 niederösterreichischer Landmarschall und 1834 Hofmarschall
- Johann Anton Graf von Goëss (* 1816; † 1887): Offizier und Politiker, von 1861 bis 1876 Landeshauptmann von Kärnten
- Zeno Vinzenz Graf von Goëss (* 1846; † 1911): Offizier und Politiker, bis 1897 Reichsratsabgeordneter, 1897–1909 Landeshauptmann von Kärnten
- Leopold Graf von Goëss (* 1848; † 1922): Verwaltungsjurist und Landespräsident der Bukowina; Statthalter in Triest und Küstenland und maßgeblich an der Kärntner Volksabstimmung 1920 beteiligt
- Johann Zeno Goëss (* 1890 † 1974), österreichischer Land- und Forstwirt und Politiker
- Leopold Goëss (* 1916; † 2005): promovierter Jurist, Mitglied des Bundesrates für die ÖVP (1962–1974), sodann Präsident des Bundesholzwirtschaftsrates (1975–1981)
- Heidi Goëss-Horten (* 1941; † 2022): Österreichische Milliardärin und Mäzenin, ab 2015 Ehefrau von Karl Anton Goëss

## Wappen
Blasonierung des Wappens von 1693: „Quadrierter Schild mit Mittelschild. Im goldenen Mittelschild ein schwarzer Adler mit zwei Köpfen, über welchen eine Kaiserkrone schwebt und auf der Brust der goldenen Namenszug F. II. 1 und 4 in Blau eine Säule mit goldenem Kapital. 2 und 3 in Rot ein silberner, nach anderen goldener, rechtsschreitender gekrönter Löwe mit doppeltem Schweife. Den Schild deckt die Grafenkrone, auf welcher sich 3 gekrönte Helme erheben. Der rechte Helm trägt die Säule des 1. und 4. Feldes, die mittlere den Adler des Mittelschildes und der linke den wachsenden Löwen des 2. und 3. Feldes . Die Helmdecken sind rechts blau und golden, in der Mitte schwarz und golden und links rot und silbern.“
Varianten: Die Säule im 1. und 4. Felde kommt bisweilen auch silbern mit einem goldenen Kapitell vor, auf welchem ein roter Herzogshut liegt, und den Schild halten mit beiden Vorderpranken zwei auswärts sehende Löwen mit roter, ausgeschlagener Zunge und hoch aufgeschlagenem Schweife.

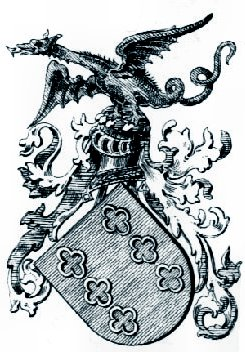
Wappen des Damian de Goes vor 1530
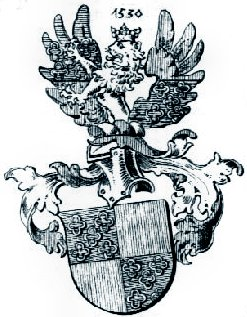
Wappen des Damian de Goes 1530
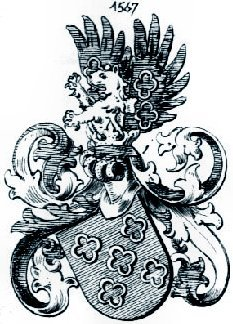
Wappen de Goes 1567
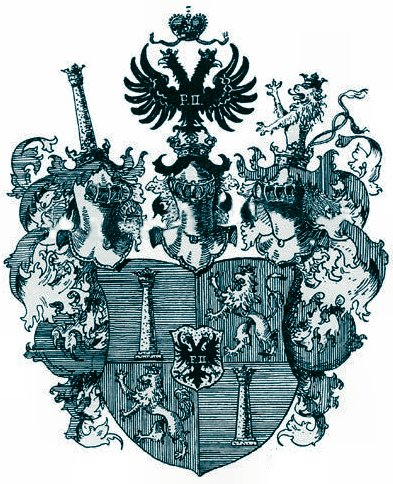
Wappen der Grafen von Goess 1693
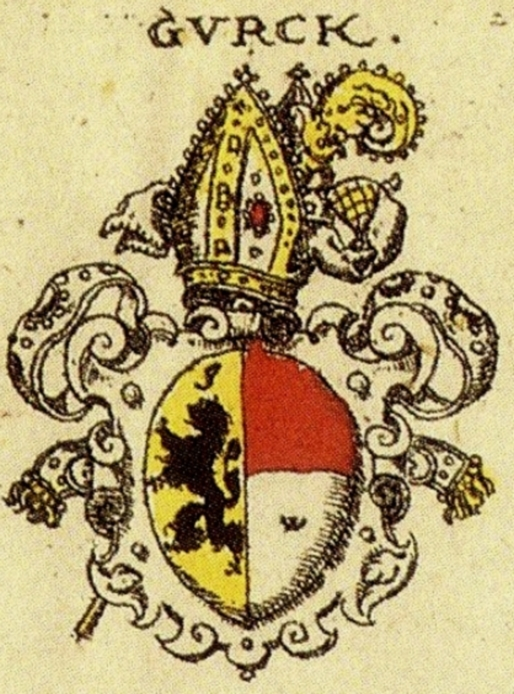
Wappen des Bistums Gurk 1605, nach Siebmacher
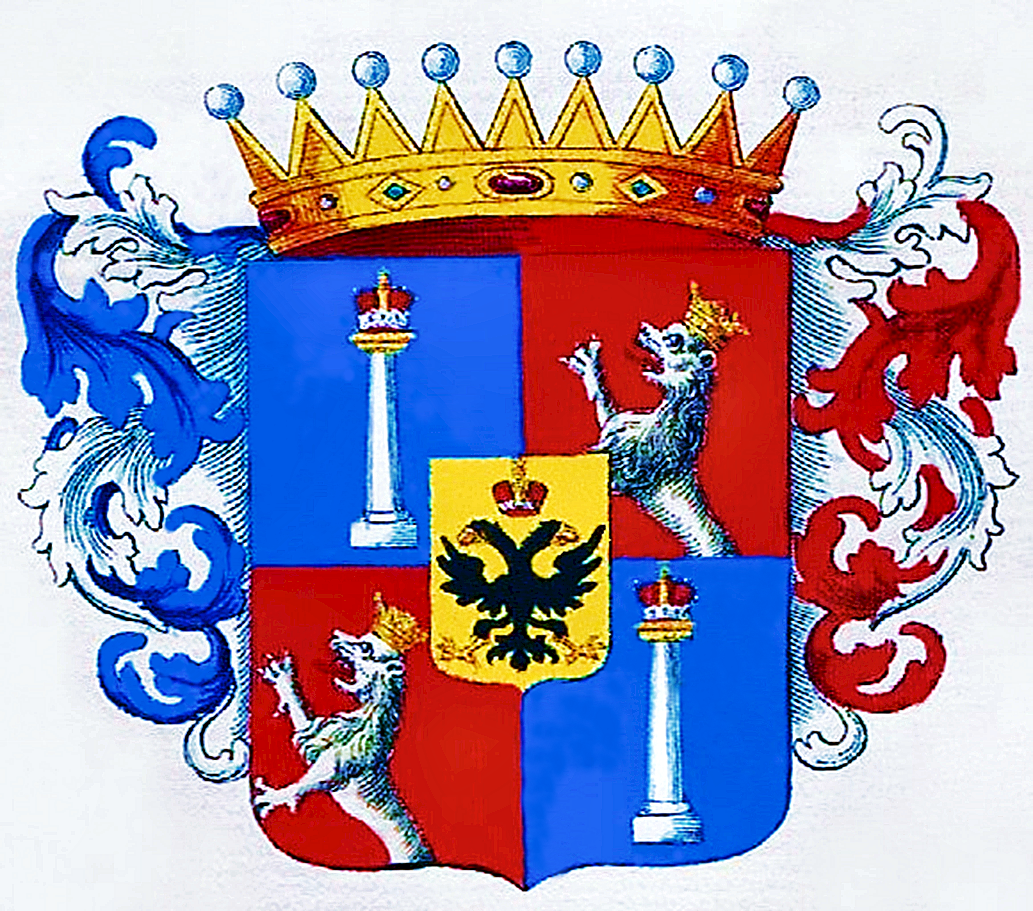
Wappen der Grafen von Goess, nach Tyroff 1
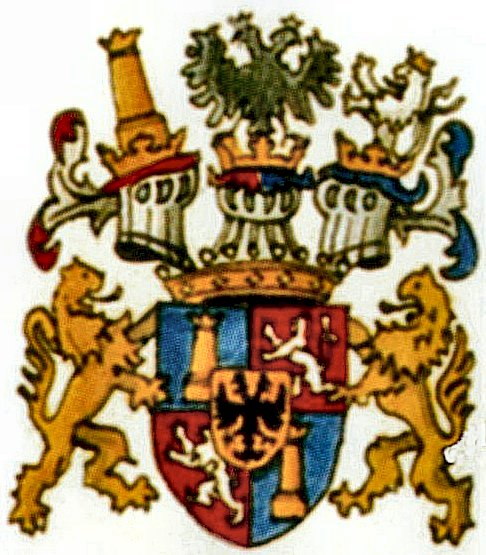
Wappen der Freiherren von Goess von 1672, nach Siebmacher

## Besitzungen der Familie
Nach Aufhebung der Grundherrschaften 1848 sowie dem anschließenden Verkauf von Gütern umfasst der Familienbesitz heute noch den Gutsbetrieb und das Schloss Carlsberg mit dem Ulrichsberg (seit 1687), das Schloss Ebenthal bei Klagenfurt (seit 1704), wo bis heute traditionsgemäß das Familienoberhaupt wohnt, das Schloss Moosburg (seit 1708), das Schloss Gradisch (seit 1729) sowie das Palais Goëss am Alten Platz in Klagenfurt (erbaut 1734–38) und das Palais Saurau in Graz (1846 von deren von Saurau geerbt), ferner die Ruinen der Kraiger Schlösser (seit 1822). Die Gemeinde Feldkirchen würdigt die Familie mit dem Straßennamen Goessweg im dortigen Ortsteil Oberglan.
Durch Heiraten und Adoptionen kamen im 20. Jahrhundert neue Besitzungen in die Familie, insbesondere das niederösterreichische Schloss Bockfließ der Grafen von Abensperg und Traun sowie die Tiroler Besitzungen der Grafen von Enzenberg, darunter Schloss Tratzberg, der Ansitz Manincor und die Ansitze Campan, Liebeneich, Gassegg und Jöchlsthurn. Der mit 32.400 Hektar größte Privatforstbetrieb Österreichs, der Besitz der steirischen Linie der Freiherren von Mayr-Melnhof mit dem Schloss Neupfannberg, kam über Maria-Mathilde Mayr-Melnhof, die mit Carl Anton Goëss-Saurau verheiratet war, an deren Sohn Franz, der infolge Adoption durch seinen Großvater Franz IV. Mayr Melnhof (1888–1957) den Namen Franz V. Mayr-Melnhof-Saurau annahm. Erbe wurde sein Sohn Franz VI. (* 1977).

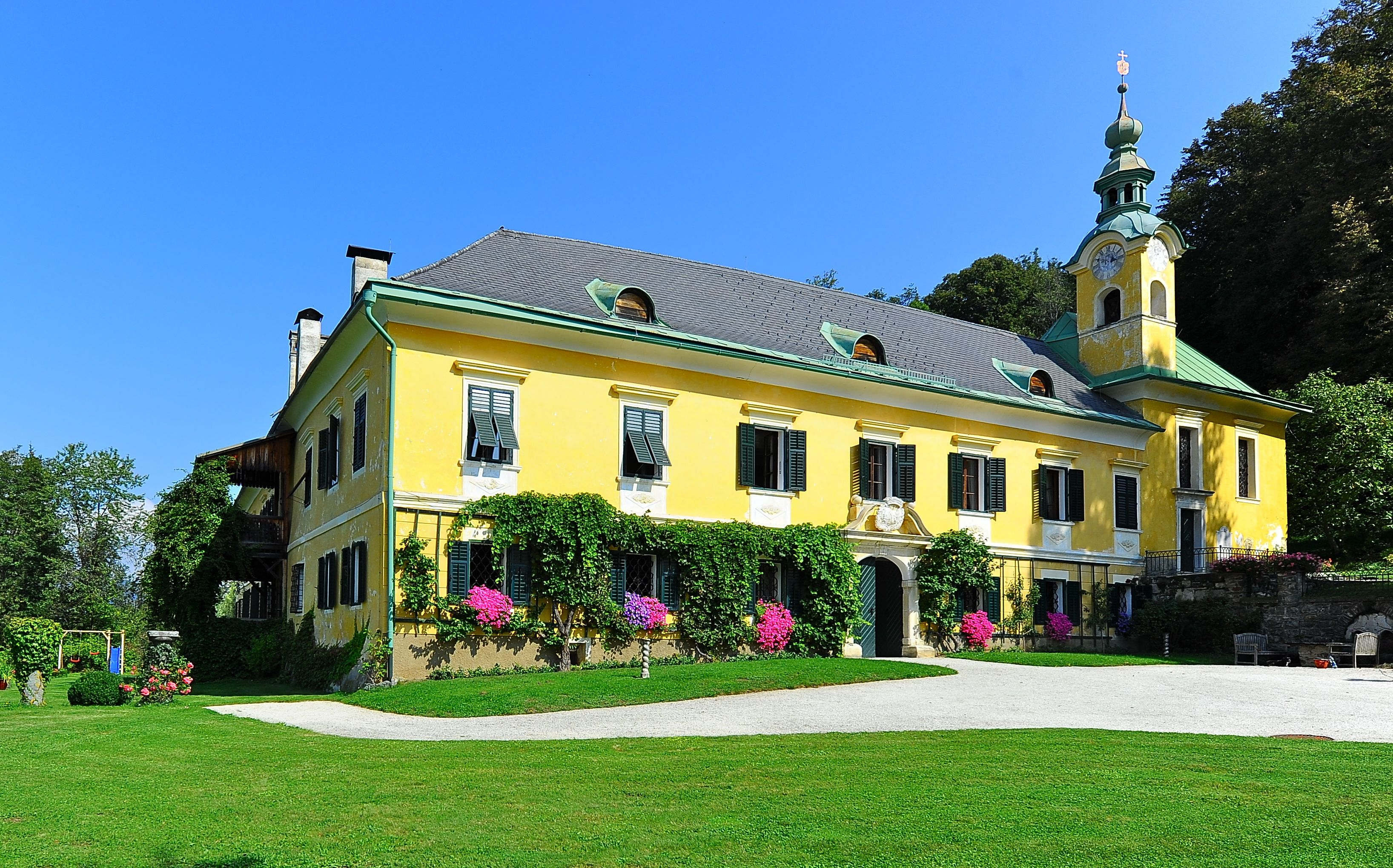
Schloss Karlsberg, bei St. Veit/Glan
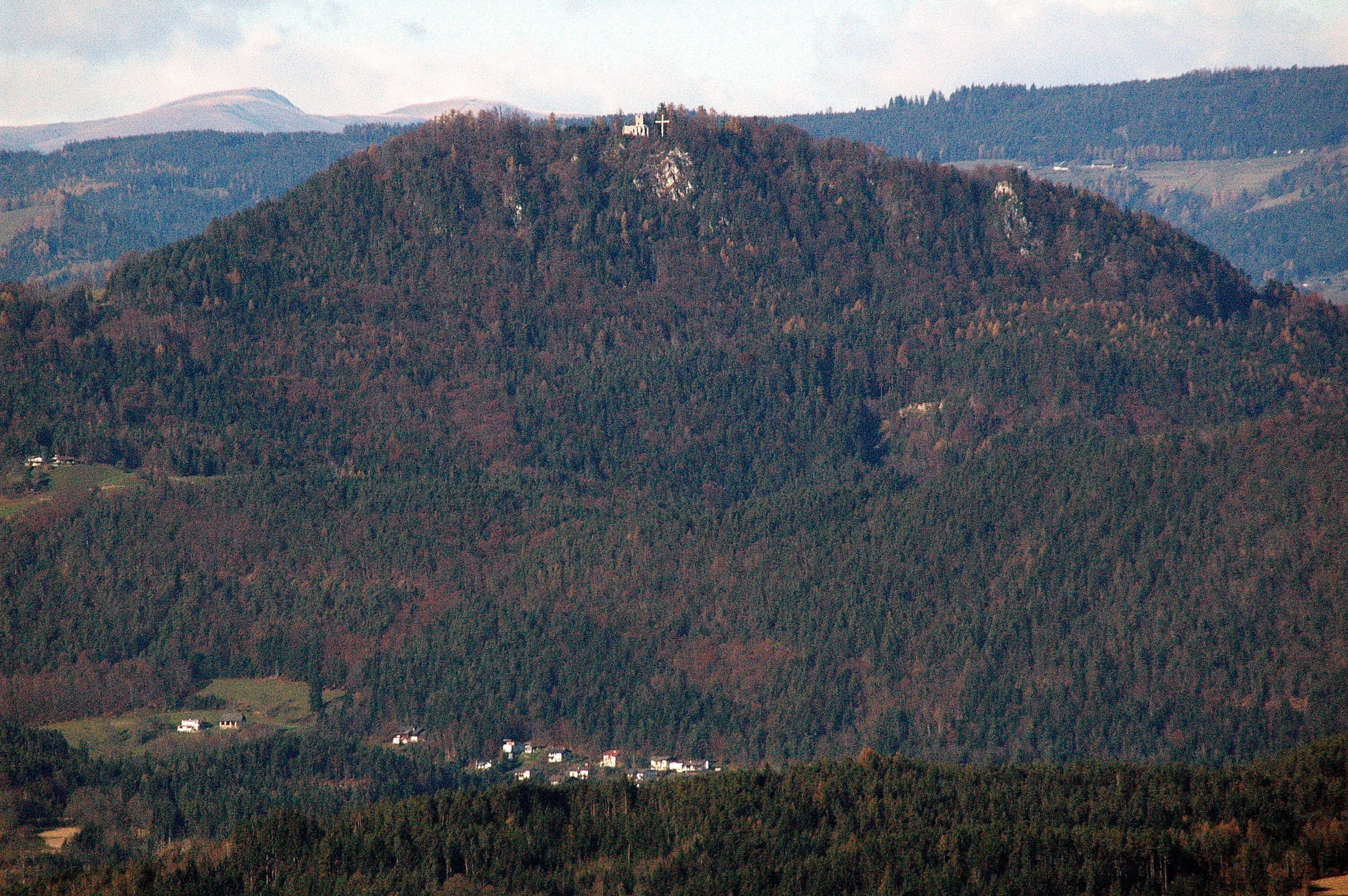
Der Ulrichsberg zwischen St. Veit und Klagenfurt
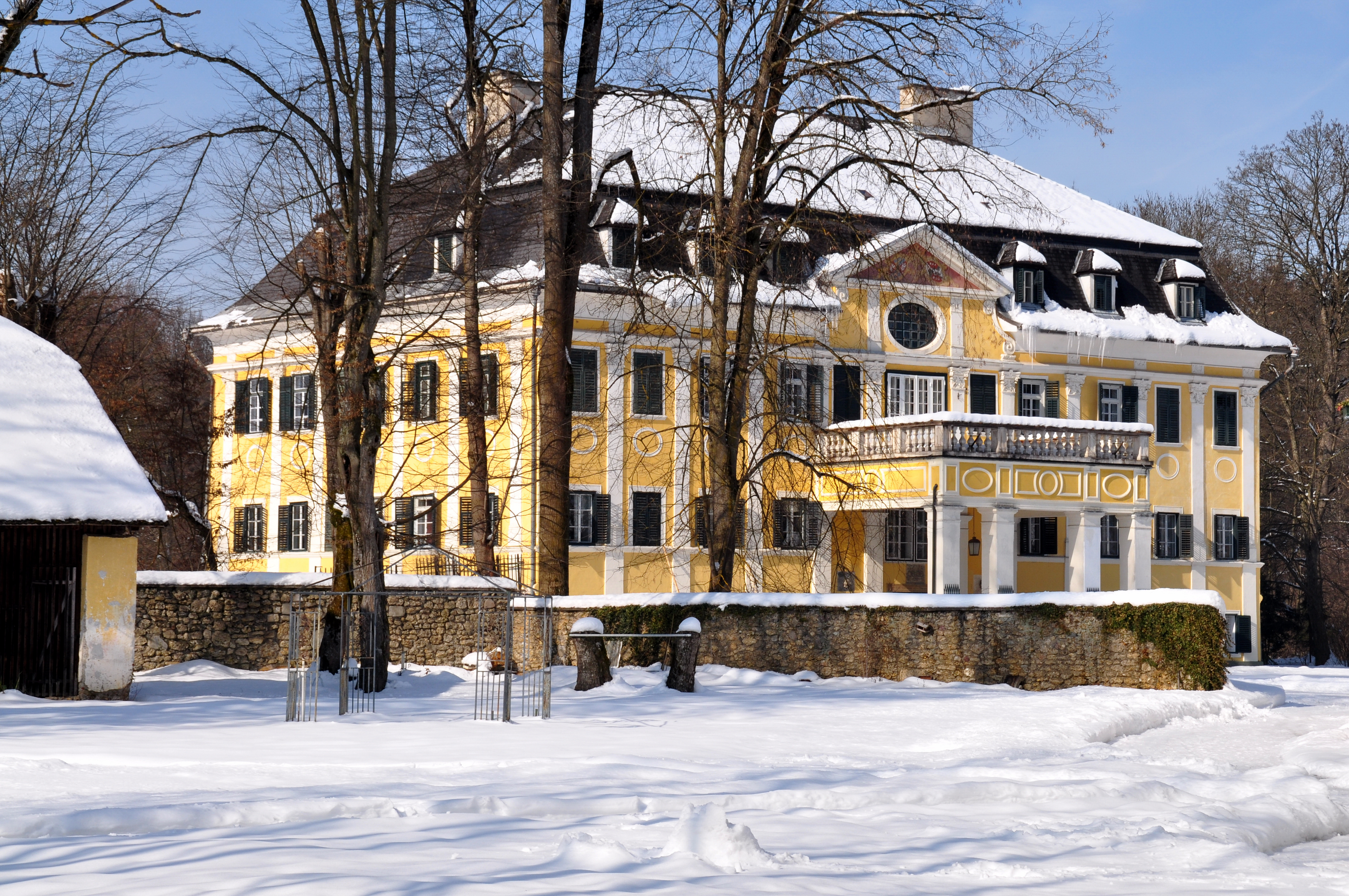
Schloss Ebenthal bei Klagenfurt
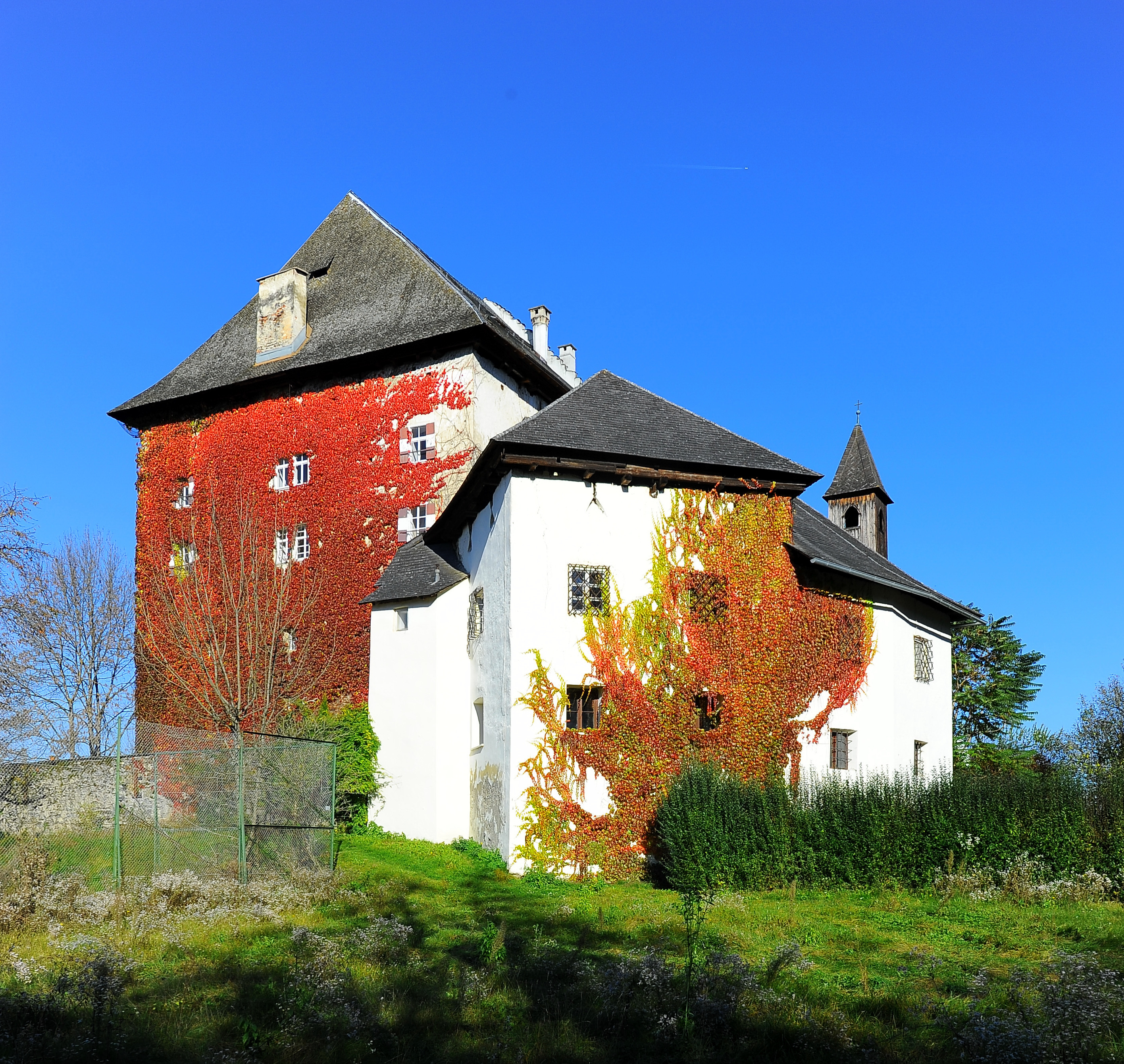
Schloss Moosburg, Kärnten
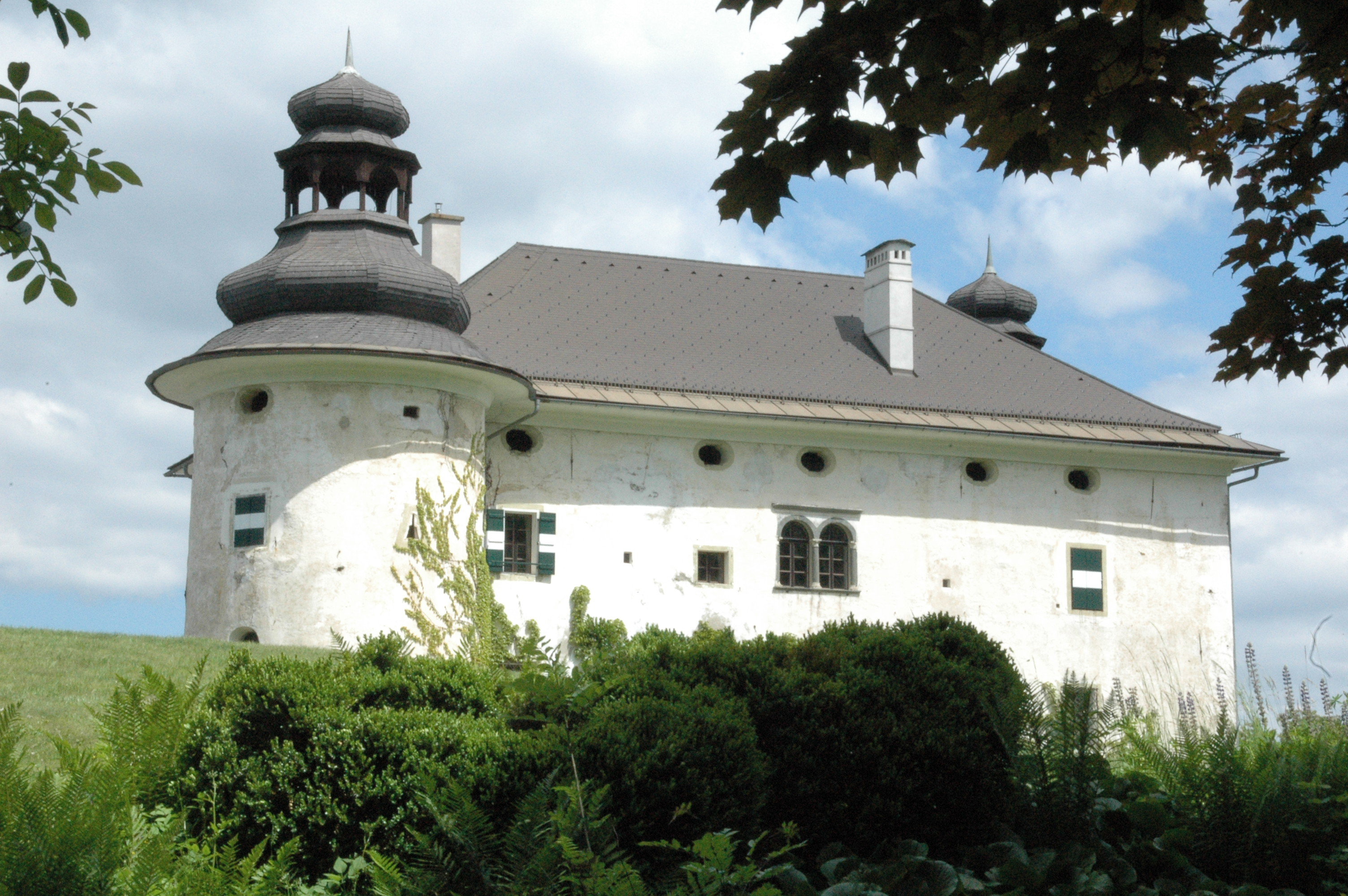
Schloss Gradisch, Oberglan
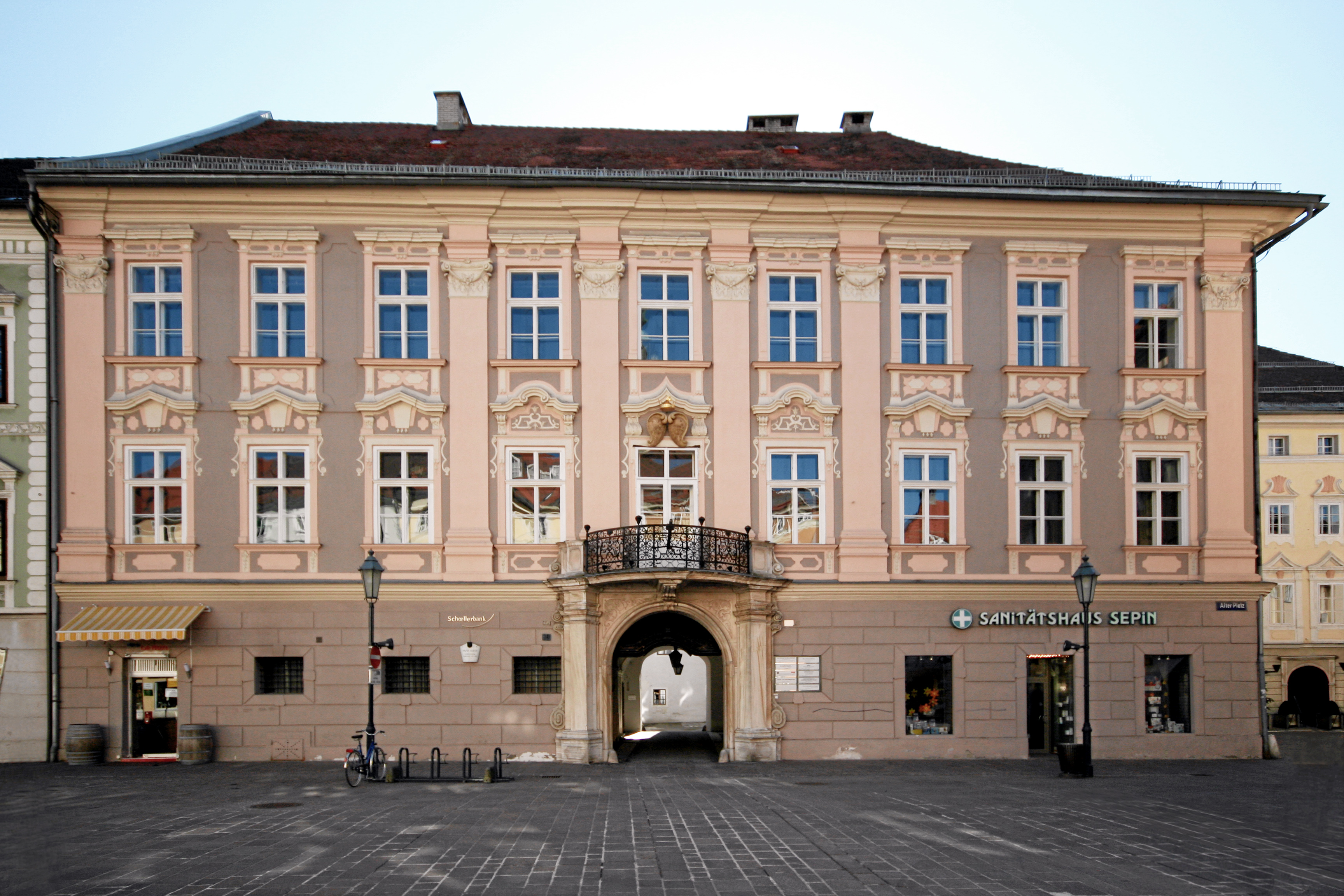
Palais Goëss, Klagenfurt
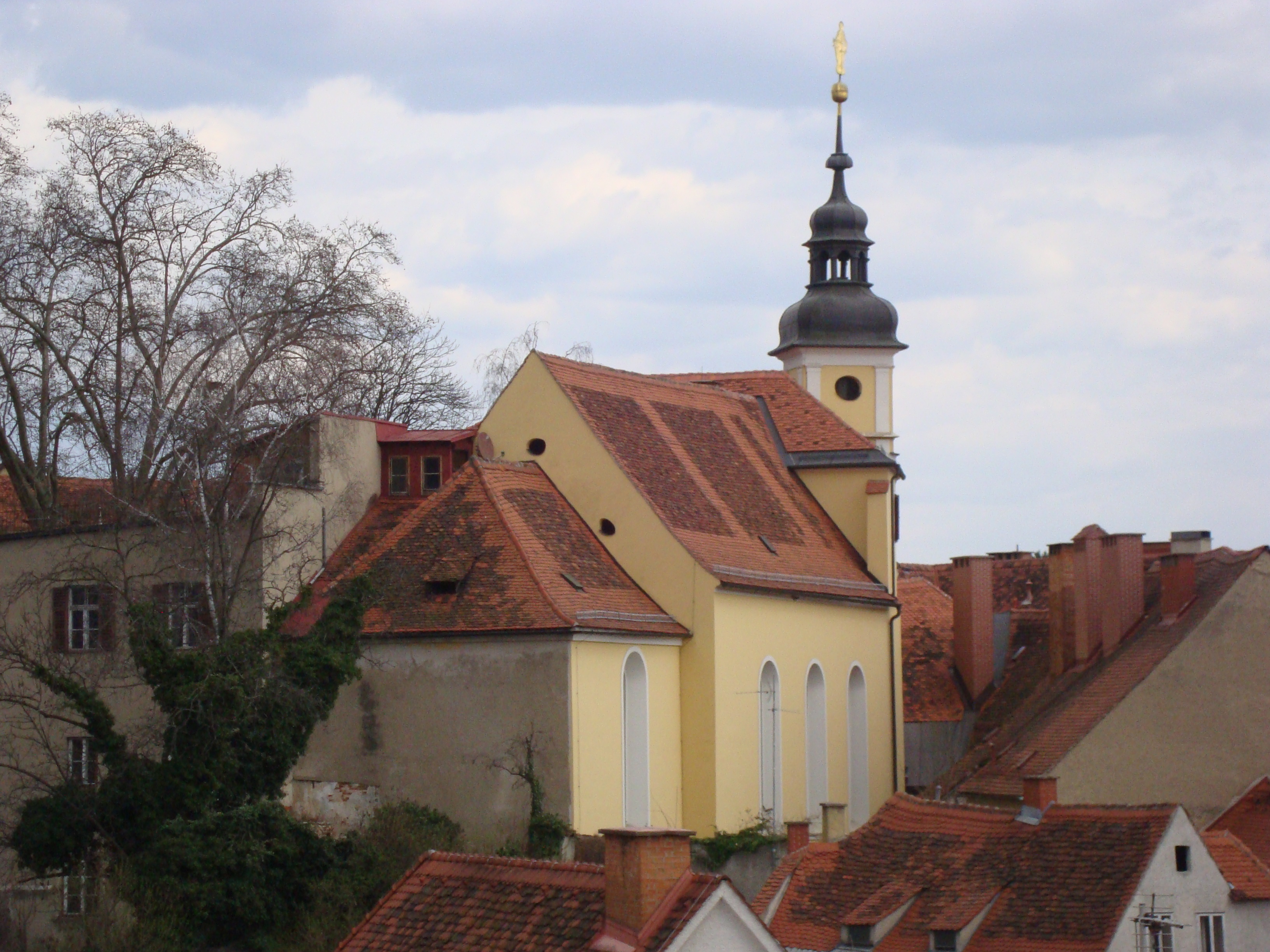
Stiegenkirche, Graz
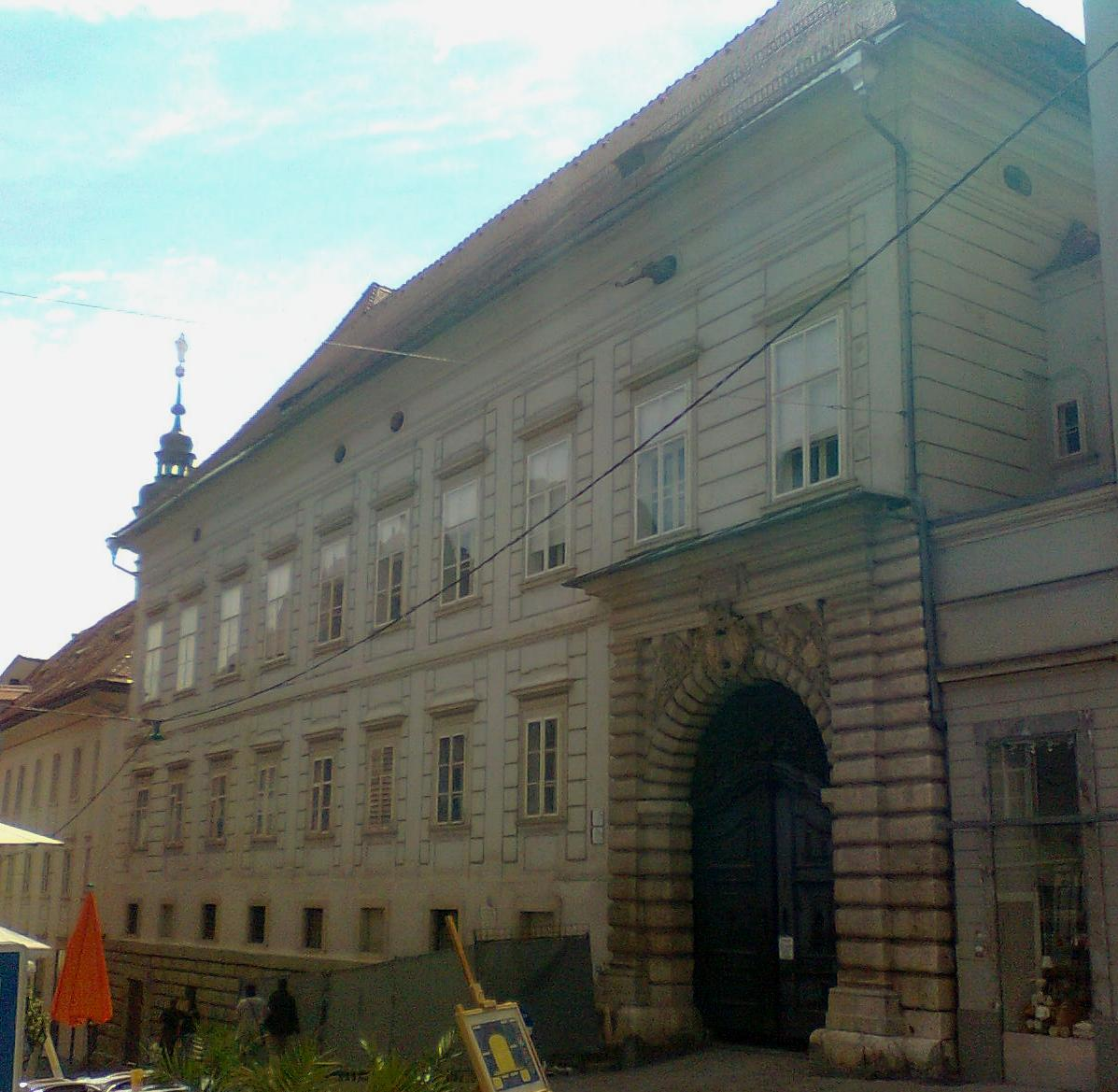
Palais Saurau, Graz
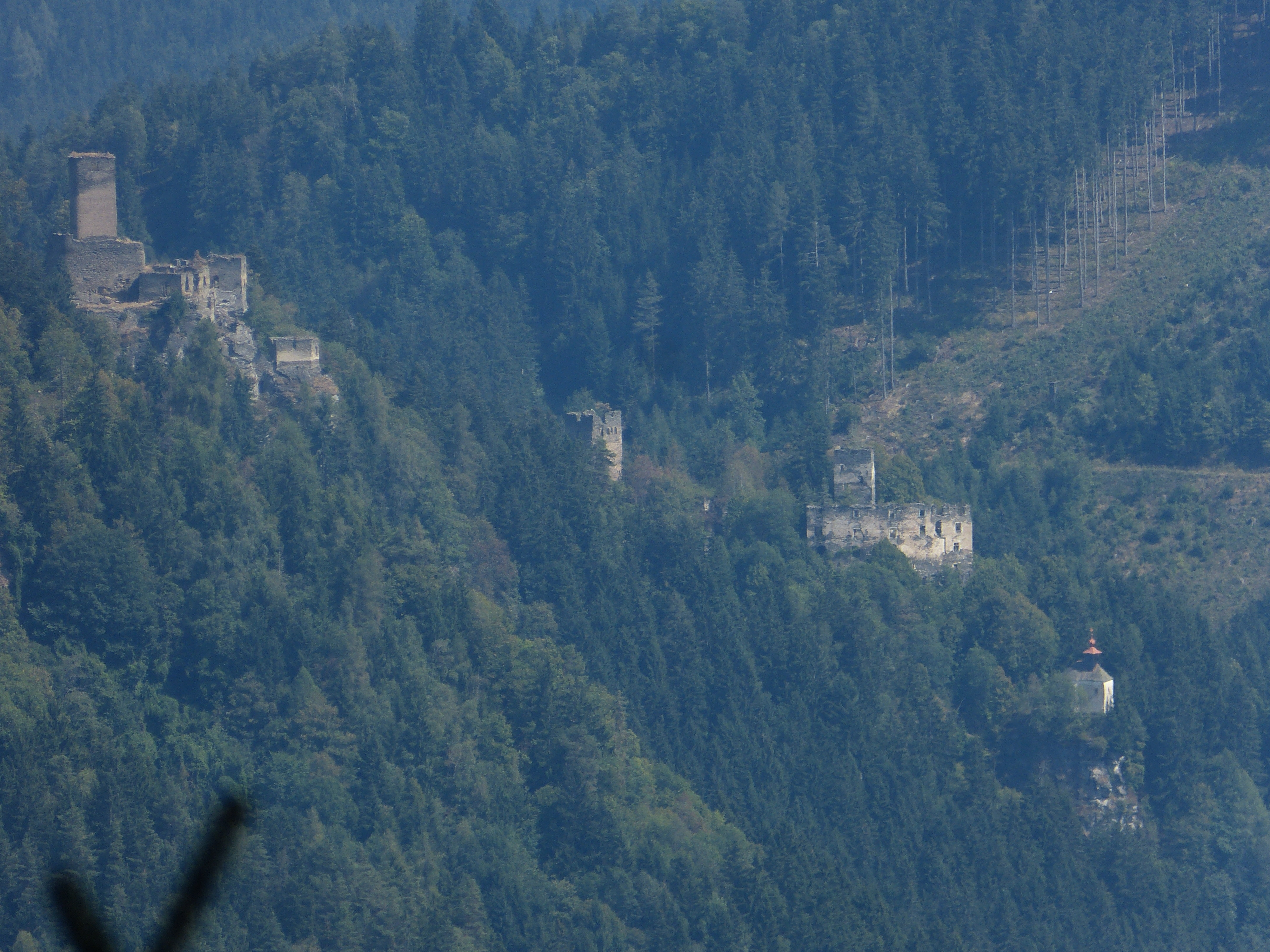
Kraiger Schlösser, Kärnten
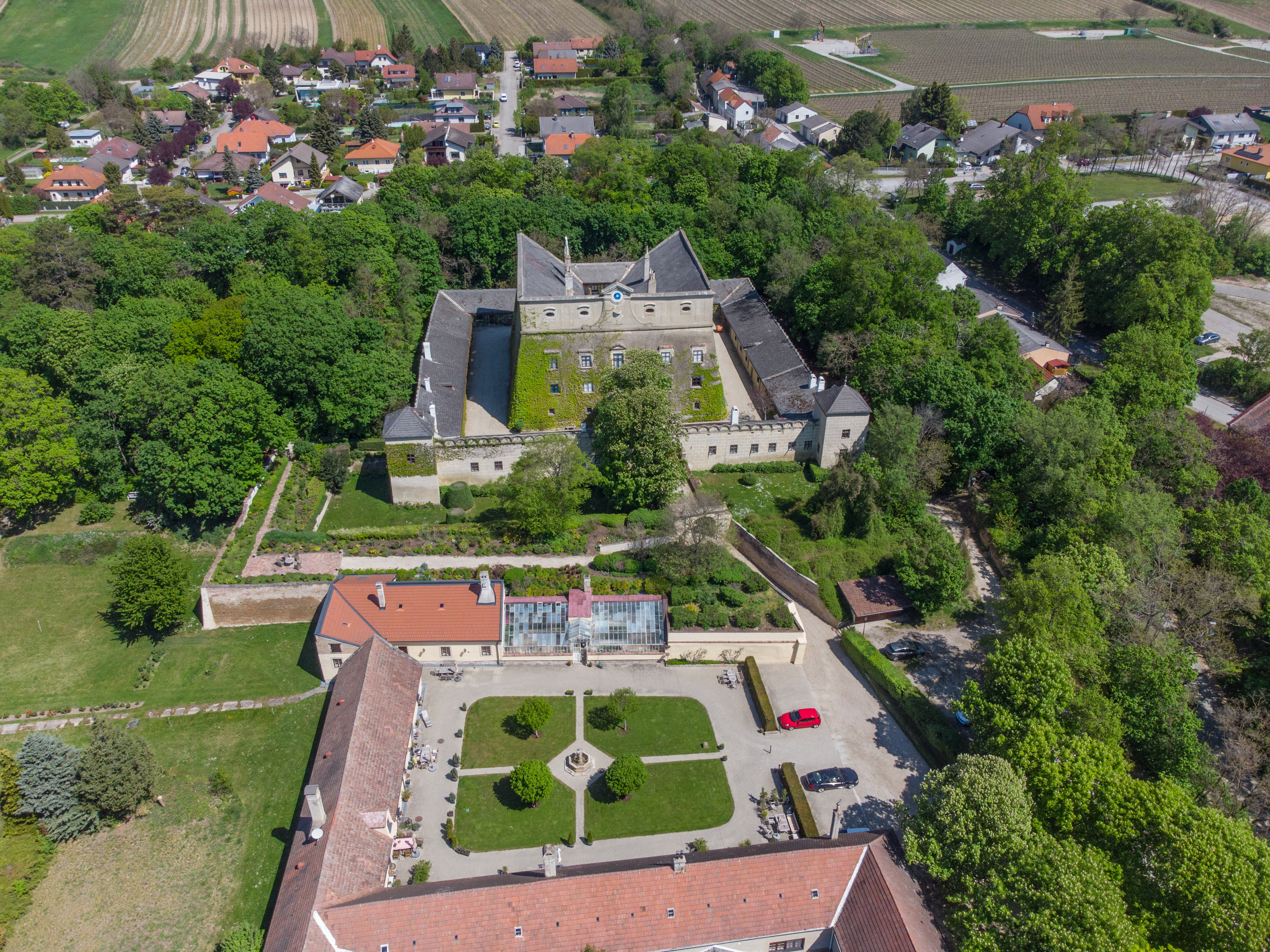
Schloss Bockfließ, Niederösterreich
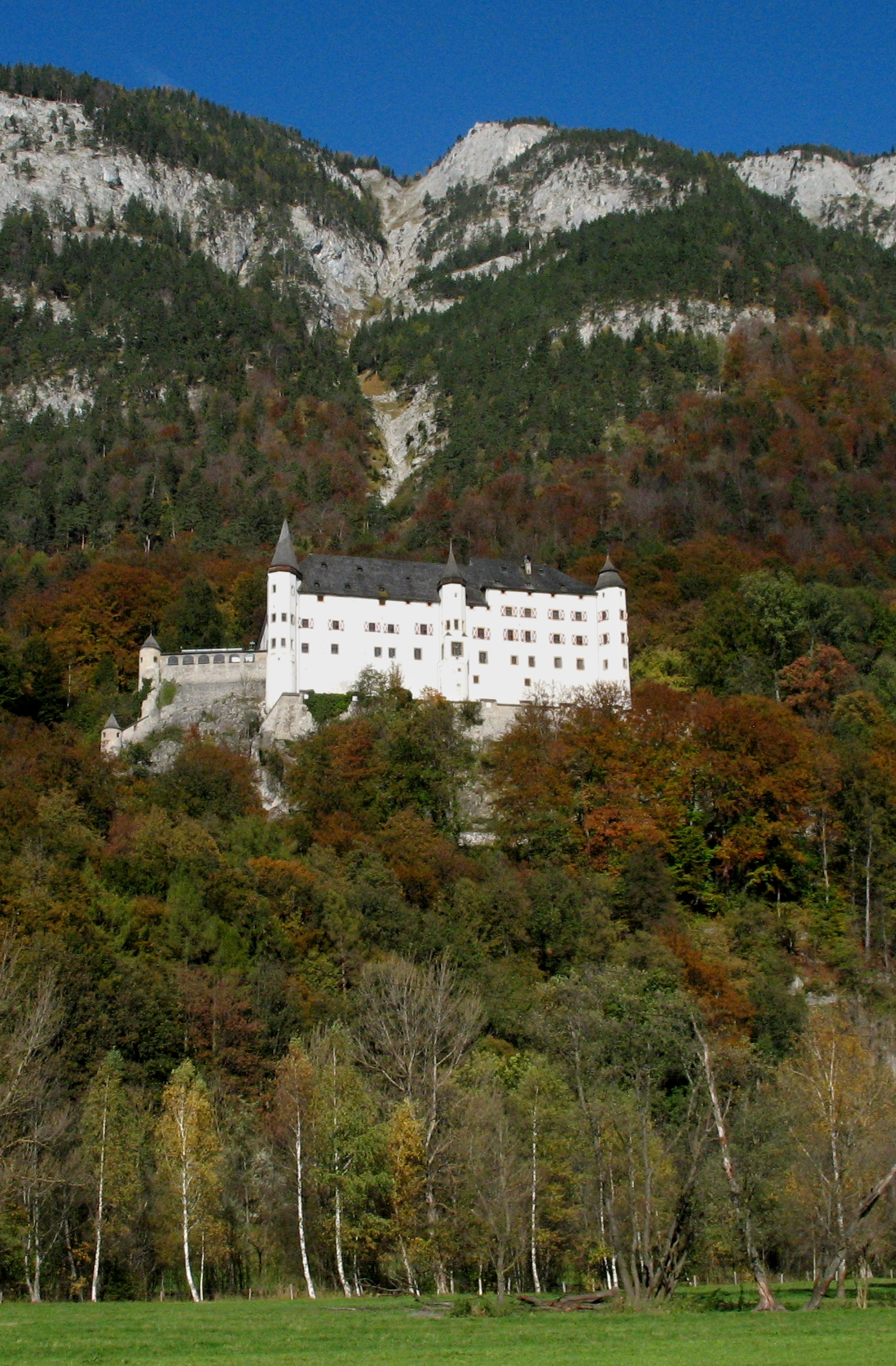
Schloss Tratzberg im Inntal (Tirol)
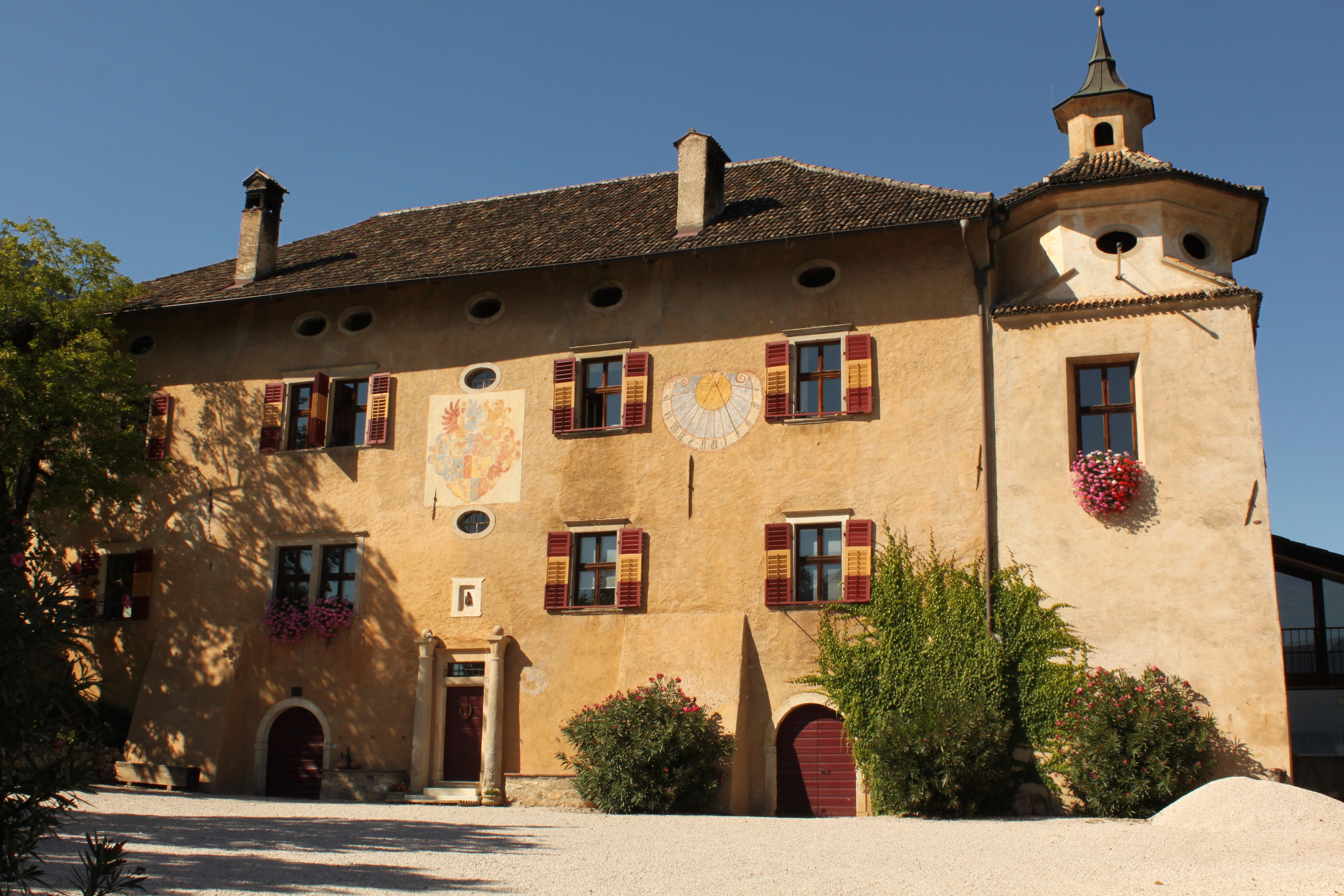
Ansitz Manincor, Südtirol